# Aeschynanthus pulcher
Espèce
Aeschynanthus pulcher, connue sous le nom de plante rouge à lèvres ou clairon royal rouge, est une espèce de plantes à fleurs de la famille des Gesneriaceae. C'est une plante vivace à feuilles persistantes originaire d'Indochine et de Malaisie occidentale. Le nom commun fait référence aux fleurs tubulaires rouge vif.

## Dénomination
L'épithète spécifique pulcher signifie «joli», en référence aux fleurs rouges brillantes.

## Caractéristiques
C'est une plante à tiges retombantes et allongées. Les feuilles sont épaisses et de forme ovale.
Les fleurs rouge et cylindriques, longues de 6 cm, sont réunies en petites grappes. Elles émergent d'un calice marron, qui ressemble à du rouge à lèvres sortant d'un tube.

## Taxonomie et classification
Cette espèce a de nombreux synonymes. Cette plante est couramment commercialisée sous les noms A. lobbianus, A. javanicus et, erronément, sous A. radicans.
Synonymes:
- Aeschynanthus beccarii C.B.Clarke
- Aeschynanthus blumei Moritzi ex C.B.Clarke
- Aeschynanthus boschianus de Vriese
- Aeschynanthus candidus Hend. ex C.B.Clarke
- Aeschynanthus intermedius Teijsm. & Binn.
- Aeschynanthus javanicus Hook.
- Aeschynanthus lampongus Miq.
- Aeschynanthus lampongus var. parvifolius Ridl.
- Aeschynanthus lanceolatus Ridl.
- Aeschynanthus lobbianus Hook.
- Aeschynanthus neesii Zoll. & Moritzi
- Aeschynanthus parvifolius R.Br.
- Aeschynanthus szcokhoffii C.B.Clarke
- Aeschynanthus zollingeri C.B.Clarke
- Trichosporum beccarii (C.B.Clarke) Kuntze
- Trichosporum boschianum (de Vriese) Kuntze
- Trichosporum javanicum (Hook.) Kuntze
- Trichosporum lampongum (Miq.) Burkill
- Trichosporum lobbianum (Hook.) Kuntze
- Trichosporum parvifolium (R.Br.) Kuntze
- Trichosporum pulchrum var. lanceifolium Hochr.
- Trichosporum pulchrum f. tenue Hochr.
- Trichosporum zollingeri (C.B.Clarke) Kuntze

## Agriculture et horticulture
A. pulcher est cultivé comme plante d'intérieur dans les régions tempérées. Il est particulièrement adapté à la culture et jardinière suspendue, où ses tiges peuvent mesurer entre 60 et 90 cm de long.
La plante nécessite une bonne luminosité, sans soleil direct. La température idéale est de 18°C à 21°C la nuit et 24°C le jour.
On multiplie cette espèce par bouture de tiges.
Les ravageurs courants comprennent les pucerons et les cochenilles
A. pulcher a remporté le Award of Garden Merit de la Royal Horticultural Society en 1993,.

## Galerie photo

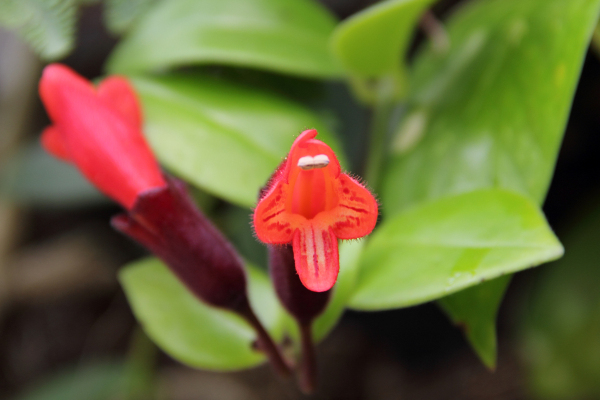
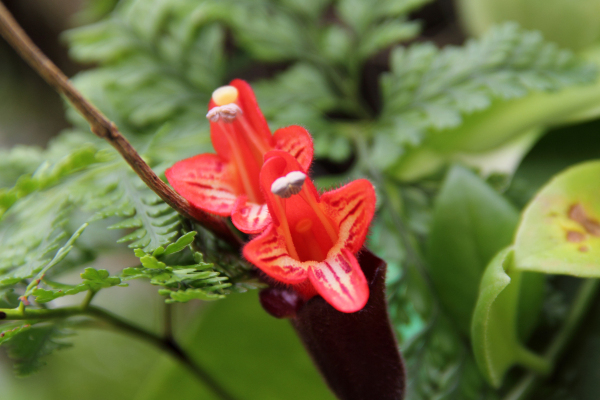
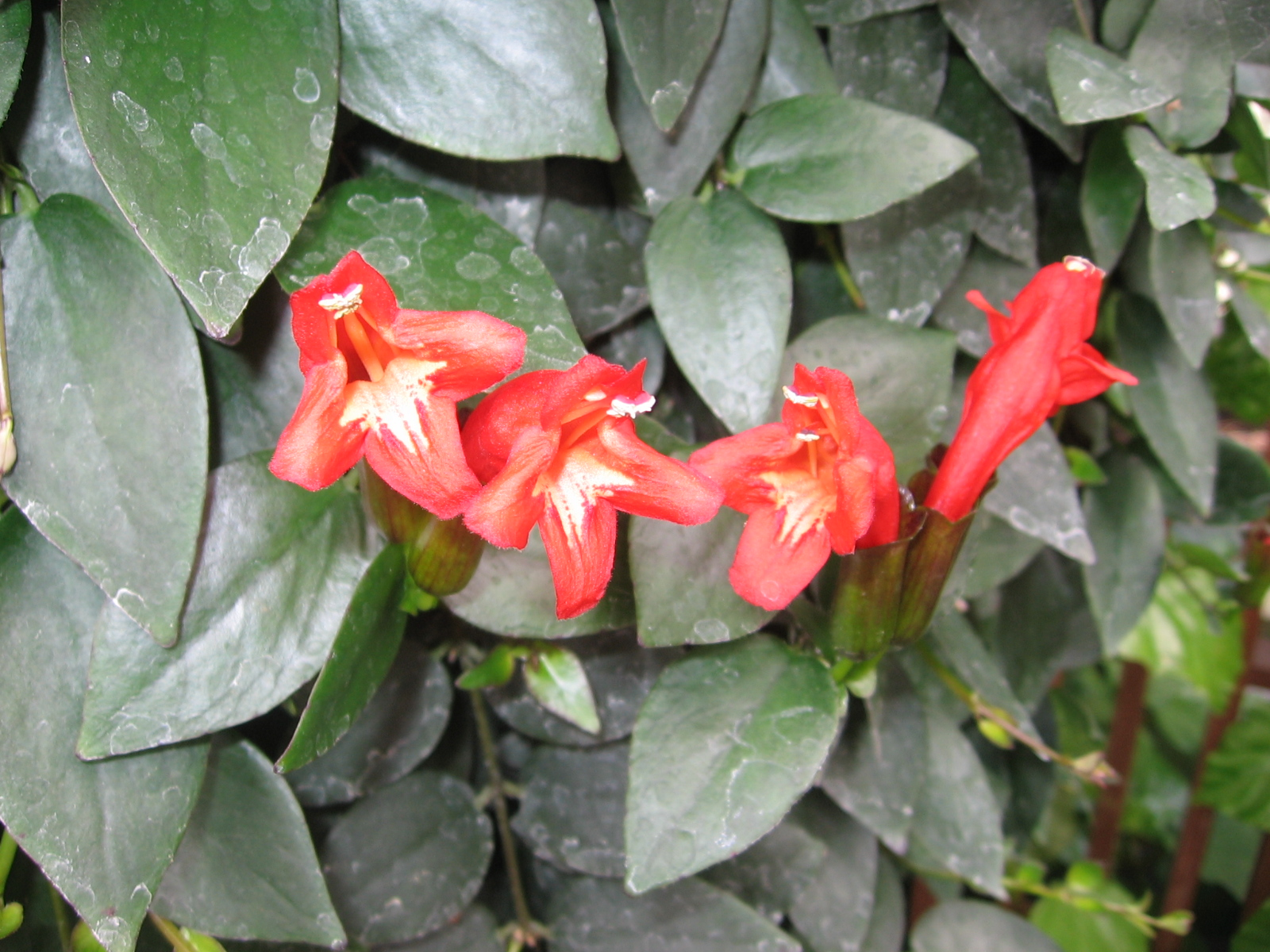